# 陈双新
陈双新（1969年11月—），安徽望江人，中国文字学家，河北大学教授。

## 生平
1991年毕业于安徽师范大学中文系，1994年于河北大学获硕士学位，1999年于中山大学获博士学位。随后在北京师范大学做博士后研究。先后工作于河北大学中文系、教育部语言文字应用研究所、河北大学文学院，2013年任北京语言大学语言科学院教授。现任河北大学文学院院长，教授、博士生导师。

## 学术贡献
主要从事古文字学、现代汉字学、先秦礼乐文化研究工作。主持国家社科基金重大项目等项目十余项，出版专著、译著、合著4部，发表学术论文50多篇。

## 社会兼职
教育部基础教育教材专家工作委员会委员，国家语委两岸语言文字交流与合作协调小组成员，中国文字学会副会长兼秘书长，国际标准化组织（ISO）表意文字工作组（IRG）中国主编。